# Mniobryum integrum
Mniobryum integrum là một loài rêu trong họ Bryaceae. Loài này được Cardot Broth. mô tả khoa học đầu tiên năm 1924.